# Aston Martin Lagonda
L'Aston Martin Lagonda est une berline quatre portes du constructeur automobile britannique Aston Martin. On distingue au cours de la production qui s'étale de 1974 à 1990 quatre phases principales dénommées séries. Alors que la série 1 qui est en fait une version quatre portes de l'Aston Martin V8 conserve les codes de la marque, l'arrivée de la série 2 est en revanche très remarquée à l'époque en raison de son design anguleux et de sa technologie avant-gardiste faisant d'elle une voiture unique et la plus avancée de son temps.
Imaginée dans le but de concurrencer les berlines de luxe telles que les Rolls-Royce ou les Maserati, son début de carrière sera compliqué par les chocs pétroliers de 1973 et 1979, par les difficultés financières d'Aston Martin et par les problèmes de développement, de coût et de fiabilité de l'électronique de bord. Malgré tous ces aspects et les critiques parfois négatives dont la Lagonda a fait l'objet durant ses premières années de carrière, les deux dernières séries règleront en grande partie les problèmes de fiabilité connus sur la série 2.
Si la série 1 est un échec commercial, les trois autres séries connaîtront un certain succès notamment au Moyen-Orient et assureront la survie économique d'Aston Martin au cours des années 1980. Bien que le lancement de la série 2 soit très remarqué à l'époque, la Lagonda perd rapidement son succès et est aujourd'hui méconnue du public.

## Contexte et développement

### Série 1 (1974-1976)
Lagonda est encore un constructeur indépendant quand l'industriel David Brown l'intègre à Aston Martin en 1947, les amoureux de la marque Lagonda parlant plutôt d'une « annexion ». Dès lors, au sein du groupe, Aston Martin est chargée des voitures de sport et des voitures de course tandis que le groupe produit ses limousines sportives sous le label Lagonda. C'est ainsi que les Lagonda 2.6-Litre (1948-1953) et Lagonda 3-Litre (1953-1958) seront produites en parallèle de la DB2 tandis que la Lagonda Rapide (1961-1964) sera produite sur une base de DB4. Malgré les efforts de David Brown pour maintenir le nom Lagonda — les éditions 1954 et 1955 des 24 Heures du Mans verront ainsi courir des Lagonda équipées de V12 4,5 litres — il disparaît petit à petit. Plus tard, après la Lagonda Rapide, une DBS V8 quatre portes portant le badge Lagonda sera développée et utilisée par Brown comme véhicule personnel mais le modèle ne sera pas produit en série sous l'ère David Brown.

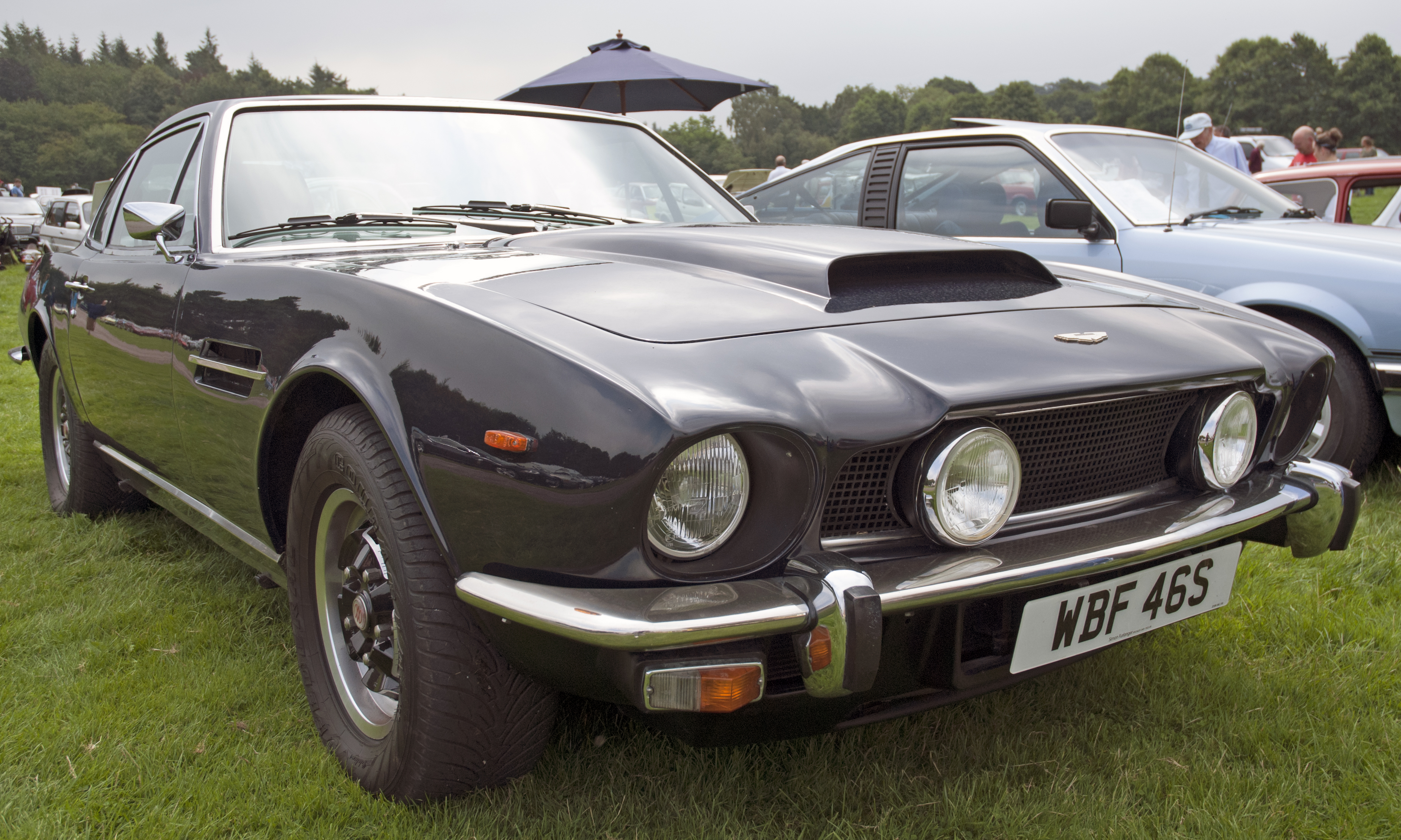
La Lagonda Série 1 est une version quatre portes de l'Aston Martin V8.

L'Aston Martin Lagonda V8 n'est officiellement présentée pour la première fois qu'au London Motor Show d'octobre 1974. Elle est dévoilée dans un contexte difficile pour la firme de Newport Pagnell. En effet, deux ans auparavant, en 1972, David Brown, après avoir passé 25 ans à la tête d'Aston Martin, vend la compagnie alors en difficultés financières à un consortium basé à Birmingham et nommé Company Developments.
La Lagonda V8 qui prendra plus tard le nom de Lagonda Série 1, est en fait une version quatre portes de l'Aston Martin V8 dévoilée en 1967 et est très proche de celle-ci aussi bien en ce qui concerne son design que sa partie mécanique. Mais dans le contexte du premier choc pétrolier, le marché de telles berlines de luxe se réduit considérablement et de nombreuses marques souffrent ou font faillite comme Jensen Motors au Royaume-Uni, ISO en Italie ou encore Monteverdi en Suisse. Aston Martin n'échappe à cette situation et la Lagonda Série 1 rencontre très peu de succès : mise en production en 1974, seulement 7 exemplaires (numéros de châssis 12001 à 12007) ont été vendus, plus un autre exemplaire portant le numéro de châssis 12008 vendu ultérieurement. Le châssis de ce huitième exemplaire a été produit par Aston Martin puis le véhicule a été assemblé à la Stratton Motor Company avec beaucoup de pièces détachées et de panneaux de carrosserie provenant des stocks d'Aston Martin. La production de la série 1 cesse en juin 1976.

### Série 2 (1976-1986)

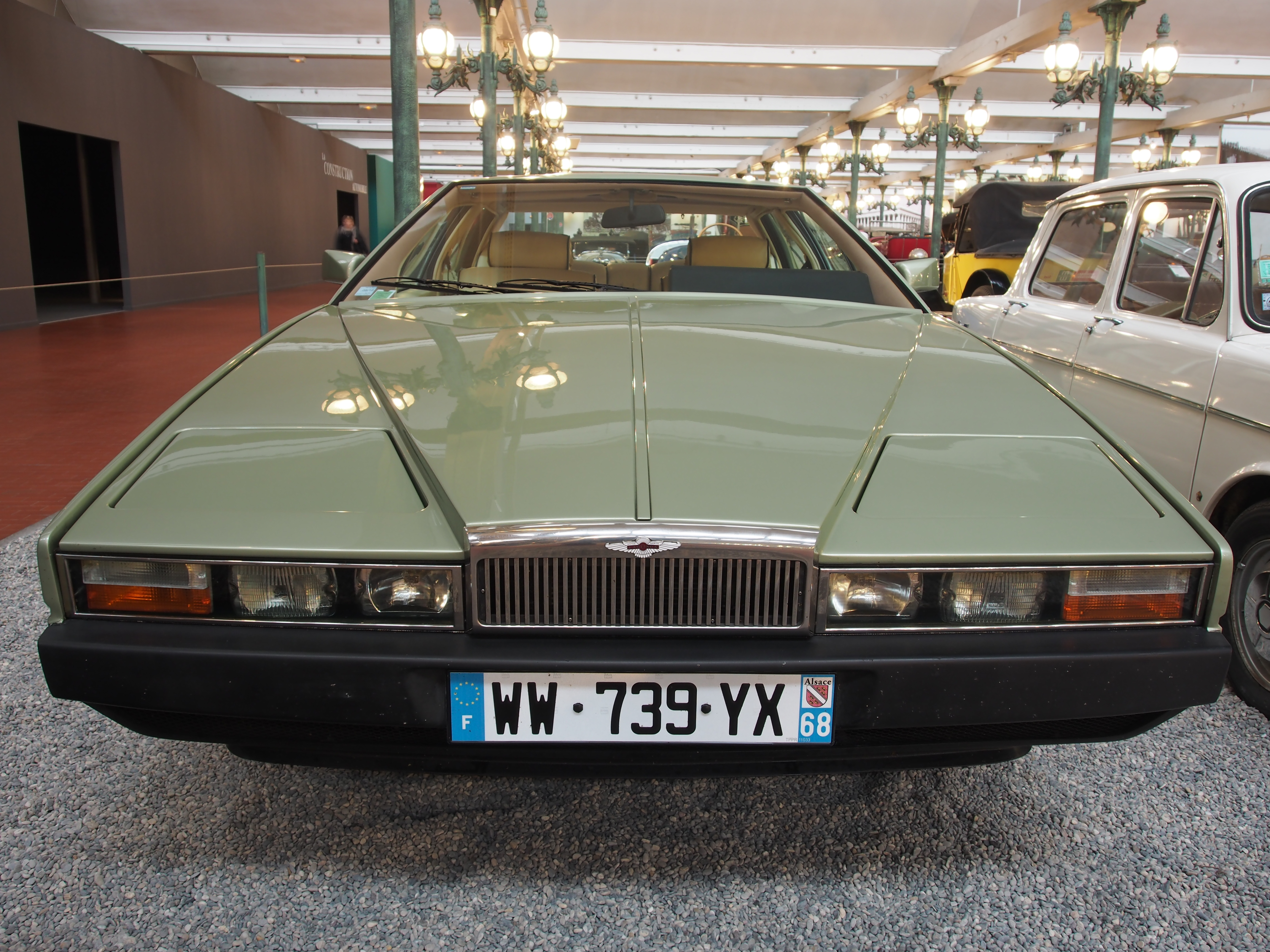
Face avant d'une Série 2.

Après une faillite en 1975, Aston Martin est revendue à des entrepreneurs nord-américains. Les nouveaux propriétaires jugent l'actuelle Lagonda V8 insuffisamment intéressante. Toutefois, à cette époque, l'entreprise est toujours au bord de la faillite et le développement d'une berline quatre portes capable de concurrencer Rolls-Royce ou Maserati apparaît, pour les dirigeants, comme le dernier espoir de sauver la compagnie. Ils prévoient donc initialement de réintroduire la Lagonda V8 ; une autre Lagonda basée sur l'Aston Martin V8 étant même conçue en 1976. Finalement, en février 1976, souhaitant attirer une nouvelle clientèle, l'entreprise se donne huit mois pour produire une toute nouvelle Lagonda qui devrait servir de vitrine aux performances d'Aston Martin,. Le véhicule est présenté pour la première fois à la presse dans une version incomplète le 12 octobre 1976 au restaurant The Bell Inn d'Aston Clinton. L'ingénieur en chef Mike Loasby déclare à ce propos que sa révélation a provoqué un certain tumulte de la part des journalistes présents. Toujours en octobre, cette même version incomplète est présentée pour la première fois au public au London Motor Show. Loasby déclare à ce propos : « Pour le salon, nous avions la première voiture construite de telle sorte qu'on aurait dit qu'il y avait l'électronique dedans, mais ce n'était pas le cas ». À la place, le stand dispose d'un système électronique développé par l'entreprise Fotherby Willis constitué de la partie du véhicule dédiée au passager avec, à l'intérieur tout l'affichage électronique donnant l'impression de fonctionner. La Lagonda est la vedette du salon automobile et environ 200 commandes sont passées. Dans une interview accordée au magazine des membres de l'Aston Martin Owners Club of North America, Peter Sprague, l'un des copropriétaires d'Aston Martin à l'époque estime toutefois que le nombre de commandes passées est plus faible : « Nous avons reçus 76 commandes au Salon Automobile de 1976, essentiellement pour la Lagonda. »,. Un autre des copropriétaires de l'époque, Alan Curtis, déclarera plus tard « L'entreprise promettait des dates de livraison au salon de l'automobile de 1976 que nous n'avions absolument aucune chance de tenir. Durant l'année 1977, on est entré dans une phase cruciale de développement avec la voiture et je dois avouer qu'à l'époque, on réalisait un épouvantable gaspillage. Nous avions sous-estimé le temps que ça prendrait à développer la voiture qui, après-tout, comportait beaucoup d'innovations pour le monde automobile »,. Les innovations pour l'époque sont, effectivement, pléthoriques : la Lagonda sera ainsi la première voiture au monde équipée d'un tableau de bord à affichage numérique et de boutons exclusivement sensitifs, contrôlant presque toutes les fonctions de la voiture comme la climatisation, le régulateur de vitesse ou encore les vitres électriques. Toutefois, en 1977, l'électronique n'est pas encore au point puisque des modèles confiés pour des essais à des journalistes cette année-là seront équipés d'un tableau de bord analogique.
Pour réduire les coûts de développement, Aston Martin confie le développement du système électronique à des étudiants de l'Université de Cranfield, mais cela s'avère être un échec. Alors que beaucoup de journalistes pensent que la Lagonda restera un concept car, le temps de développement augmente : seulement trois Lagonda sont assemblées en 1977, chacune nécessitant 2 200 heures de travail.

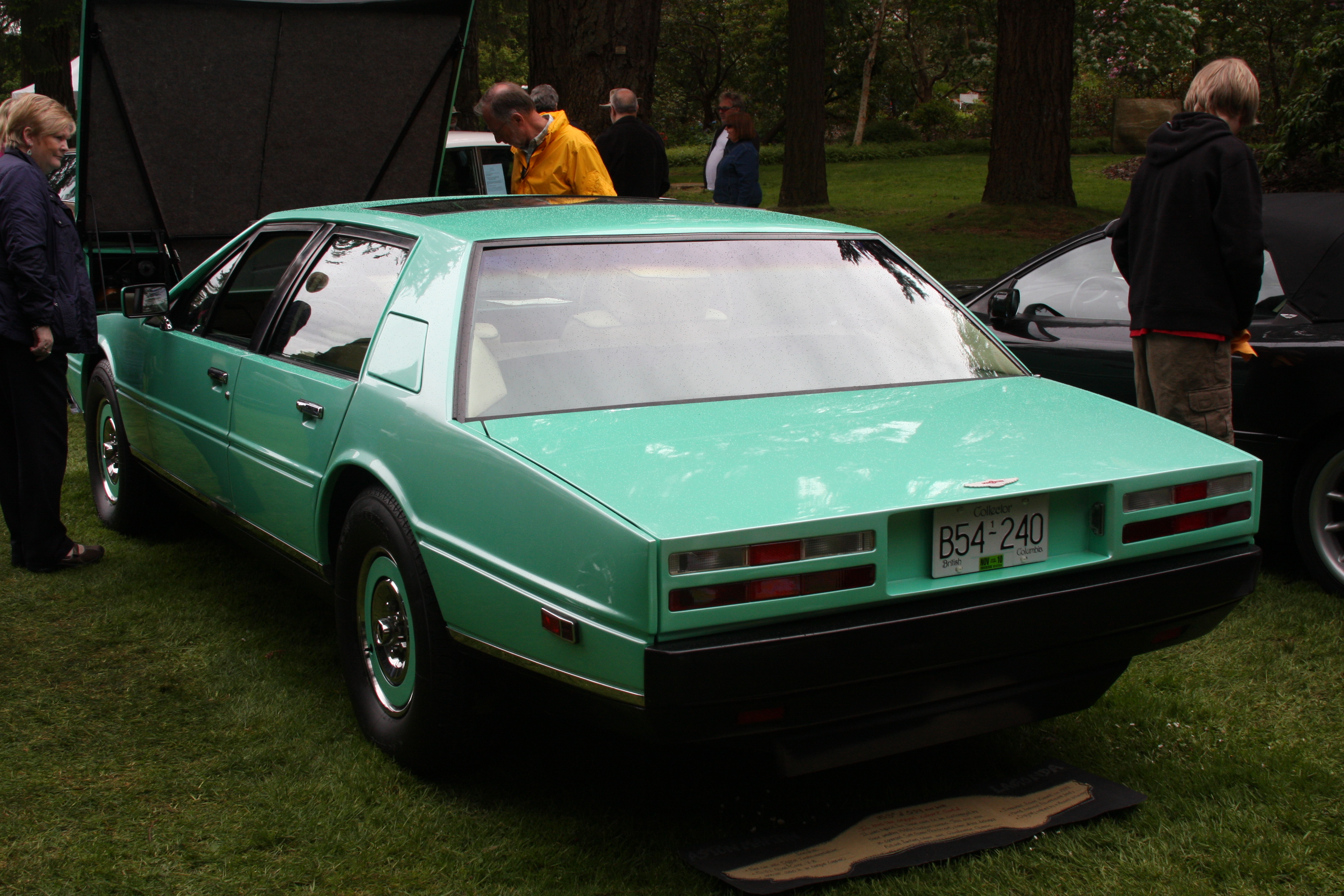
L'arrière d'une Série 2.

Pourtant, le 24 avril 1978, le premier modèle, de couleur rouge, est finalement livré à Lady Tavistock qui l'a acheté comme cadeau à son mari, le fils du duc de Bedford, pour leur anniversaire de mariage. Mais parce que « quelqu'un a mal connecté un fil rouge à un fil noir, l'ordinateur a sauté ». Par conséquent, le véhicule, non roulant, est amené par camion à l'Abbaye de Woburn par une entrée secondaire et doit être poussé jusqu'aux journalistes présents pour l'occasion. Les efforts auront toutefois été intenses pour remettre le véhicule en état de marche comme l'explique Peter Sprague : « La nuit avant la livraison, j'ai visité l'usine avec Lord Tavistock aux environs de trois heures du matin. Il y avait quatorze personnes qui travaillaient encore sur la voiture. Six ou sept d'entre elles avaient leurs mains dans le compartiment moteur [...]. Pendant les mois d'après, nous avons suivi la voiture avec une Mini chargée de pièces détachées, d'outils et de deux mécaniciens. »,.
À la suite de cette mésaventure, le développement de l'électronique est finalement confié à la Javelina Corporation qui est spécialisée dans le développement d'instruments d'aviation. Un mois et demi après la reprise du projet par l'entreprise, des tests sont réalisés sur route et trois mois après, les exemplaires sont livrés aux nouveaux clients qui ont, pour certains, attendu plus de deux ans leur voiture,.
C'est donc dans le courant de l'année 1978 que la pleine production débutera soit avec près de deux ans de retard, essentiellement imputable au développement de l'électronique. Le modèle est introduit sur le marché américain en 1982 et subit quelques aménagements au niveau du moteur pour se conformer aux lois sur les émissions de polluants. Un pare-chocs plus important est également installé pour se conformer à la loi concernant les chocs à 8 km/h. Au total, la série 2 sera produite à 462 exemplaires et sa production cessera en janvier 1986.

### Séries 3 (1986-1987) et 4 (1987-1990)

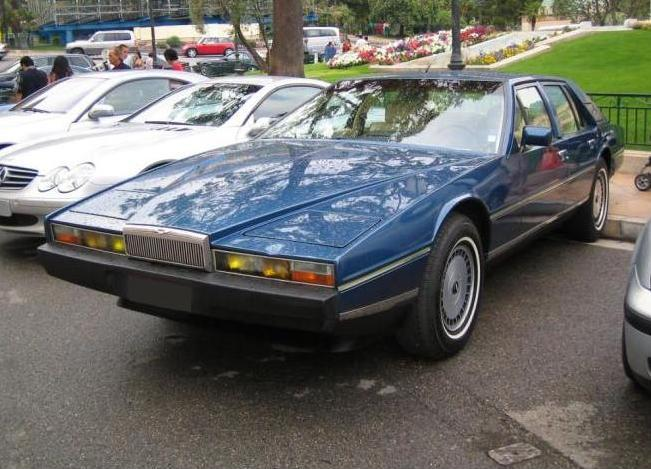
Une Lagonda Série 3.

La série 3 est lancée le 25 janvier 1986 au Salon de l'automobile de New York. Il s'agit en fait d'une mise à jour de la série 2 dont l'évolution notable est l'arrivée de l'injection. Au passage, l'intérieur est rééquipé (introduction d'un affichage tête haute par exemple). Au total, 76 exemplaires seront produits jusqu'en mars 1987, date à laquelle la série 4 viendra remplacer la série 3 à l'occasion du Salon international de l'automobile de Genève,.

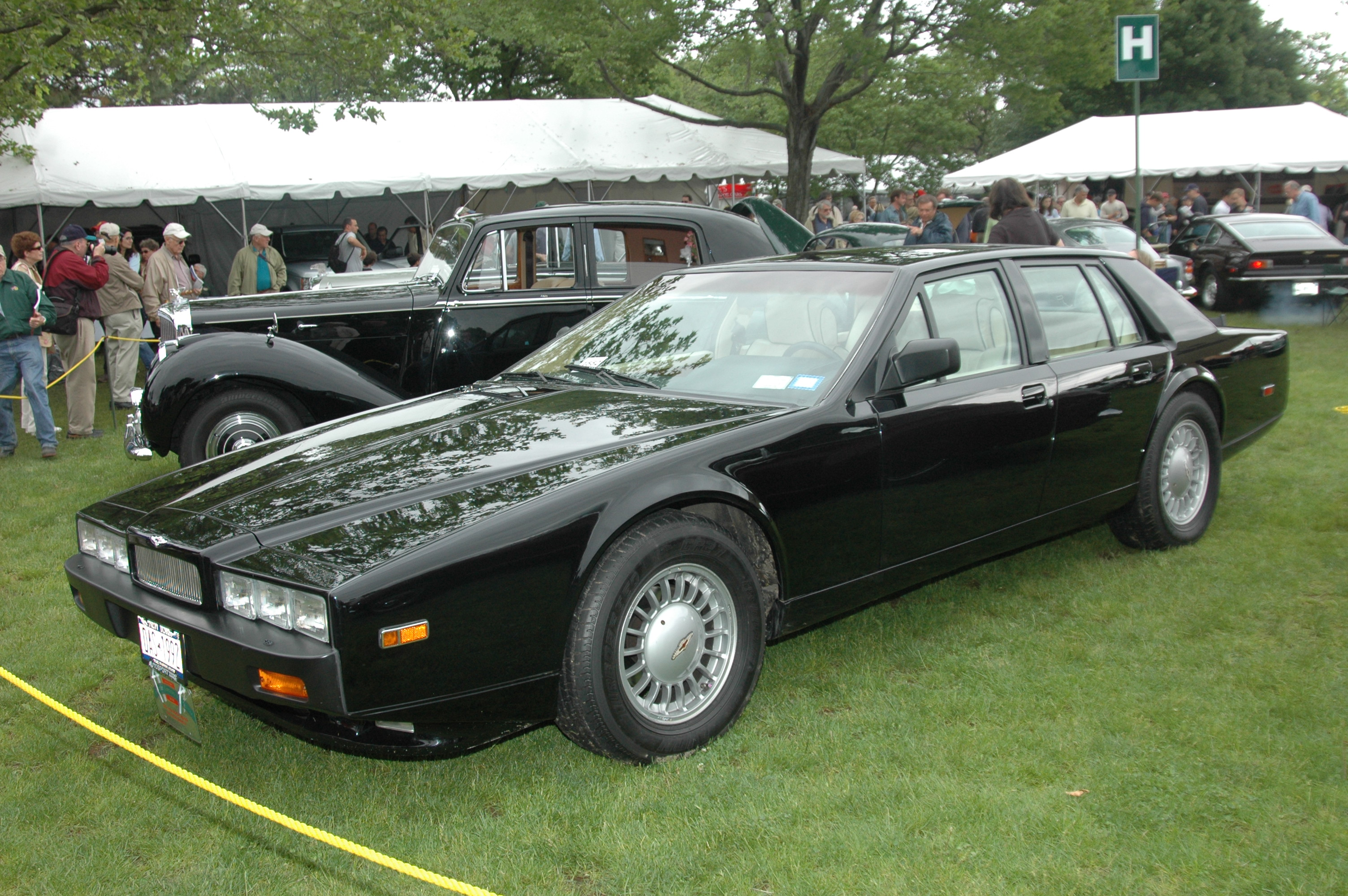
Une Lagonda Série 4, facilement reconnaissable à ses feux avant différents des séries précédentes et à ses arêtes adoucies.

Le passage de la série 3 à la série 4 entraînera un grand nombre de retouches au niveau du design à tel point que chaque panneau de carrosserie diffère de la version précédente. Le but est de rajeunir le style de la Lagonda. Par exemple, les feux escamotables disparaissent. Dans son livre Aston Martin: Power, Beauty and Soul, David Dowsey commente : « La série 4 était une voiture plus évoluée. Bon nombre de problèmes qu'avait connu la Lagonda à ses débuts avaient été résolus à l'époque. Mais c'était trop tard. ». La Lagonda continuera d'être produite jusqu'en janvier 1990 au rythme d'une par semaine en moyenne. 98 exemplaires de la série 4 sortiront des chaînes.

## Mécanique

### Motorisations et transmissions
La Lagonda V8 est mécaniquement très proche de l'Aston Martin V8. En effet, elle partage avec cette dernière son moteur ainsi que son train roulant. La Série 2 conservera aussi le même moteur car Aston Martin n'a alors pas les moyens financiers d'en développer un nouveau bien que la marque souhaite que les similitudes techniques avec l'Aston Martin V8 soit invisibles de l'extérieur. Les séries 1 et 2 sont donc équipées du moteur de 5 340 cm3 (alésage/course de 100 mm × 85 mm) à 8 cylindres en V à 90° développé à partir du milieu des années 1960 par Tadek Marek, qui équipe tout d'abord l'Aston Martin V8 en 1970 et qui continuera d'exister, sous une forme modifiée, jusqu'en octobre 2000,. Si la puissance de la Série 1 est estimée à 320 cv pour 455 N m de couple, ce qui correspond à la puissance de l'Aston Martin V8 du début des années 1970, les ingénieurs doivent, pour la série 2 , abaisser la puissance du V8 afin de permettre au moteur de tenir sous le capot plat de la Lagonda. Par ailleurs, le moteur est significativement déplacé vers l'arrière par rapport à l'Aston Martin V8. Le système de lubrification est également modifié, tout comme la prise d'air et la boîte à air, ce qui dégrade la puissance maximale sur ces versions à carburateur. Finalement, le moteur placé en position longitudinale avant développe 280 cv DIN à 5 000 tr/min et est associé à 4 carburateurs Weber 42DCNF. La distribution est quant à elle constituée de 4 arbres à cames en tête.

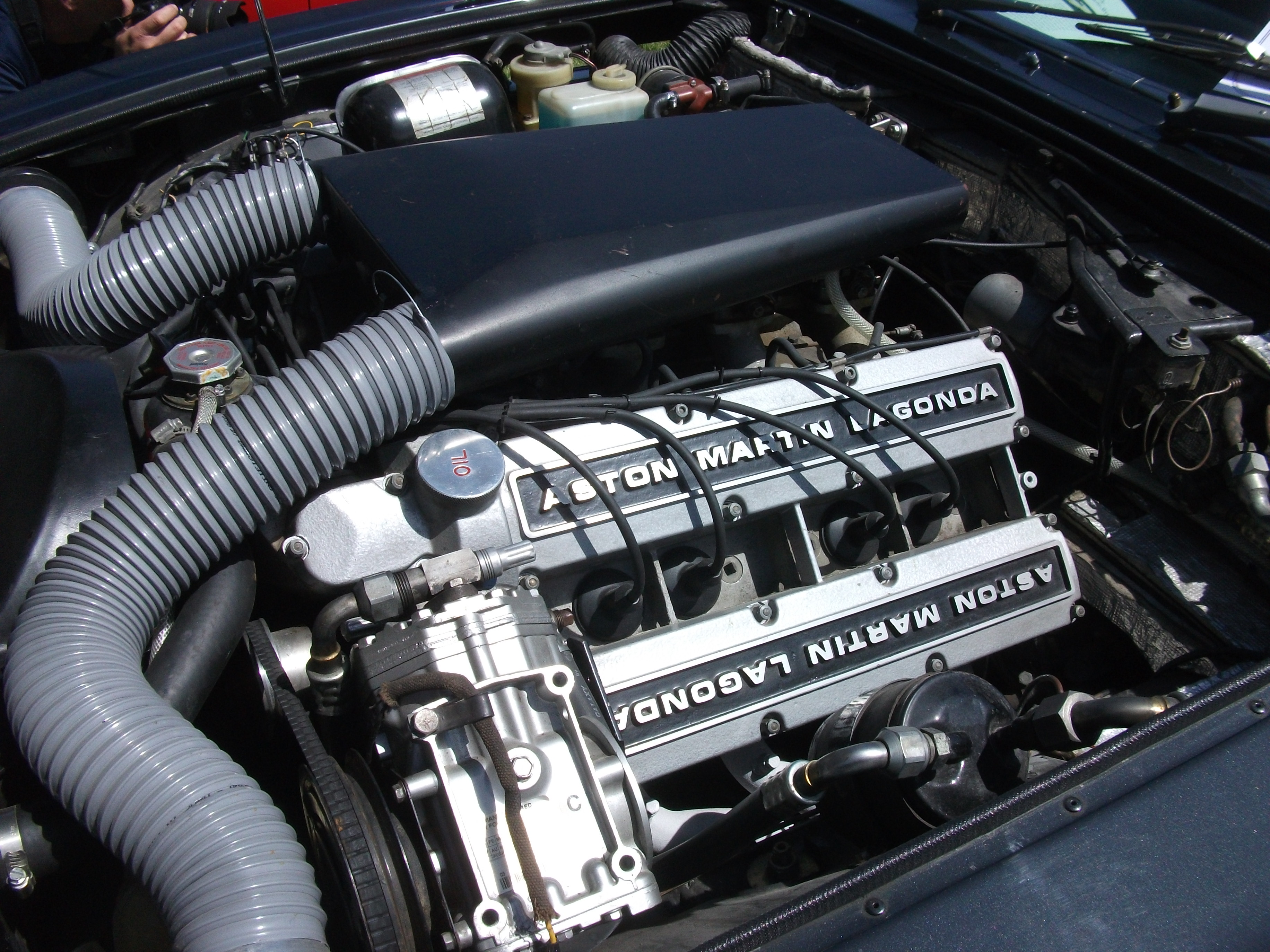
La Lagonda est équipée d'un moteur V8 développé durant les années 1960 par Tadek Marek et qui continuera d'exister, sous une forme modifiée, jusqu'en octobre 2000.

Sur la série 2 qui pèse 2 064 kg, le V8 de 280 ch permet à la Lagonda d'atteindre une vitesse maximale de 238 km/h et d'effectuer le 0 à 100 km/h en 7,9 s même si les journalistes de Motorsport ne parviendront pas à descendre en dessous des 9 s, un temps qu'il ne considèrent « pas vraiment impressionnant » et qui est dû en partie à la boîte de vitesses automatique. Sur la série 4, plus puissante de 25 cv mais également plus lourde (2 096 kg), le 0 à 100 km/h s'effectue en 8,4 s tandis que la vitesse de pointe est de 233 km/h.
Plusieurs tentatives visant à augmenter considérablement la puissance de la Lagonda sont réalisées par Aston Martin mais les efforts pour équiper le véhicule avec les 380 cv de la V8 Vantage ont rapidement échoué à cause de l'espace limité dans le compartiment moteur. En effet, les carburateurs de la Vantage avaient une influence sur l'espace occupé par le moteur et ne tenaient pas sous le capot de la Lagonda. C'est dans ce contexte qu'en 1980, l'ingénieur David Morgan (qui succède à Mike Loasby, ce dernier ayant rejoint la DeLorean Motor Company à la fin de l'année 1978) se voit confier le projet d'un moteur V8 biturbo pour équiper la Lagonda : deux petits turbocompresseurs développés par Garett seraient montés vers l'avant du moteur et pourraient délivrer une pression supplémentaire de 10 PSI (0,69 bar), le but étant d'apporter plus de couple et donc davantage de « flexibilité » au véhicule, pour des performances comparables à la Vantage. Le reste du moteur serait inchangé, à l'exception d'un système de refroidissement optimisé. Si la Lagonda Turbo doit initialement être lancée vers 1982, un seul prototype sera développé et le projet est finalement abandonné cette année-là car jugé trop couteux.
À partir de la série 3 introduite en 1986, les carburateurs laissent place à un système d'injection développé conjointement par Weber et Magneti Marelli tandis que la puissance passe à 305 cv. David Morgan explique que, pour la Série 3, la courbe de puissance a été retravaillée et que l'installation des plus grosses soupapes d'admission disponibles alors (2,1 pouces de diamètre) et la modification des cames a contribué à faire descendre la courbe de puissance de 500 tr/min. La série 4 développera toujours une puissance maximale de 305 cv (à 5 000 tr/min) et un couple maximal de 461 N m (à 4 000 tr/min).
Sur les sept exemplaires de la Série 1, cinq seront équipées d'une transmission automatique et deux d'une transmission manuelle à 5 vitesses produite par ZF Friedrichshafen. Par ailleurs, on sait qu'au moins trois d'entre elles (portant les numéros de châssis 12003, 12005 et 12007 dont la boîte manuelle d'origine a aussi été remplacée) ont été équipées par l'entreprise R.S. Williams, d'une version 7,0 L du V8 Aston Martin d'origine aux performances améliorées : cette motorisation développant 480 cv et 745 N m de couple.
Les séries 2, 3 et 4 ne seront, quant à elles, livrées qu'avec une transmission automatique à 3 vitesses, la Chrysler TorqueFlite, bien qu'une boîte manuelle à 5 vitesses soit disponible en option. D'une façon générale, l'ensemble motorisation-transmission est jugé comme dépassé pour l'époque, avec des changements de rapports trop sensibles et intervenant trop tôt mais l'ensemble permet toutefois à la Lagonda d'être silencieuse et confortable même à haute vitesse.

### Châssis, liaison au sol et carrosserie

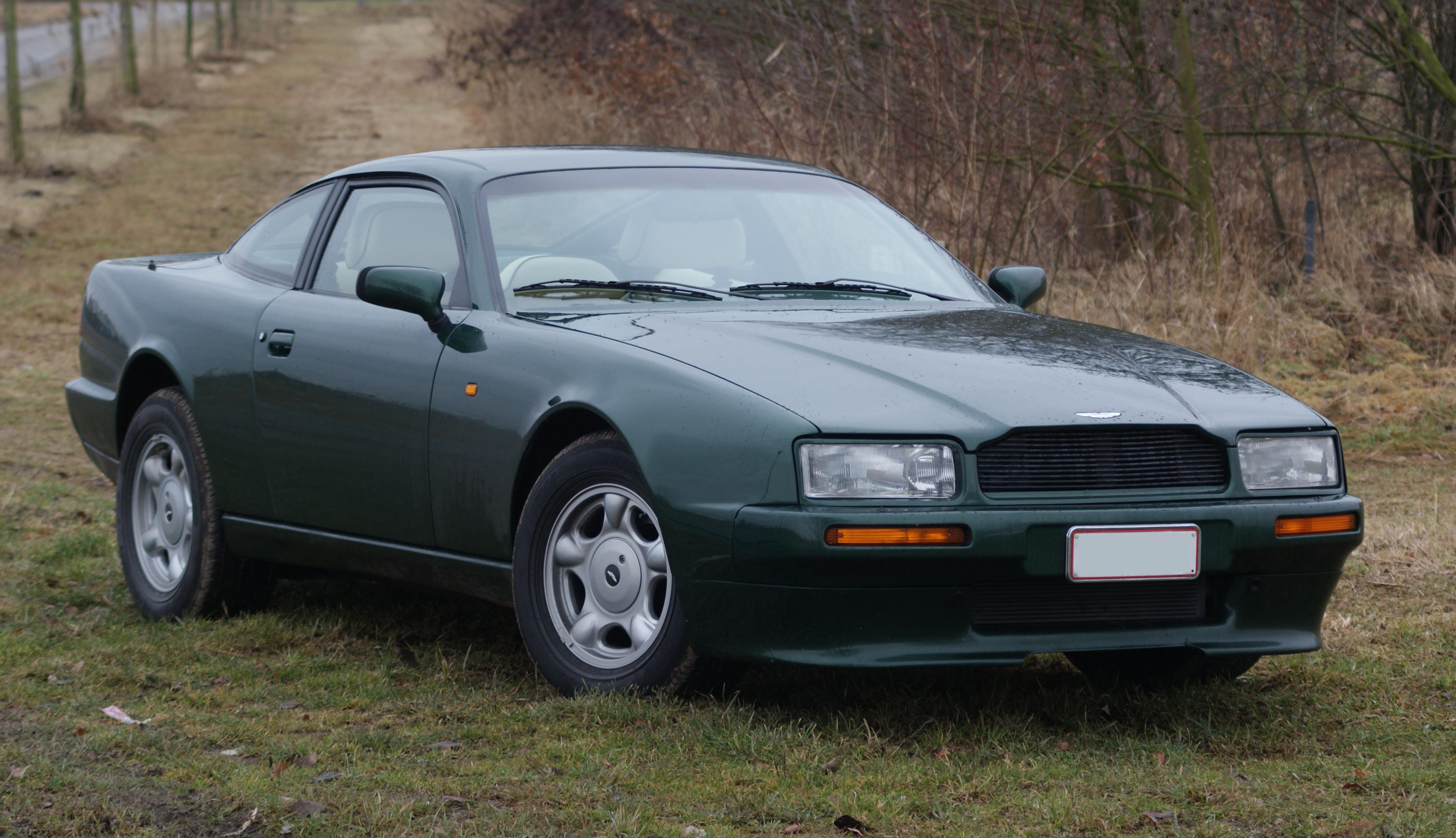
La plateforme des Lagonda séries 2, 3 et 4 sera réutilisée pour l'Aston Martin Virage.

Alors que la série 1 utilise le châssis de l'Aston Martin V8, Mike Loasby conçoit, pour la série 2 une nouvelle plateforme qui lui est propre, bien qu'elle soit réutilisée en 1989 pour la Virage. En effet, l'idée de départ était de construire une nouvelle carrosserie sur le châssis de la V8 mais, compte tenu du coût du châssis existant et afin de réduire le poids, Loasby préfère en développer un nouveau. Toutefois des problèmes se posent rapidement, comme l'explique Loasby : « Nous avons réalisé que nous ne serions pas capables d'introduire [le nouveau châssis] sans altérer la ligne de production. Nous n'avions pas les moyens de nous le permettre et nous n'avions pas les moyens de développer nous-mêmes de nouvelles suspensions avant, donc nous avons décidé que nous devions faire une nouvelle voiture avec la ligne de production existante. »,. Sur la plateforme est construite un cadre en acier séparée de la carrosserie en aluminium par une fine couche de lin,,. Chacune des plaques d'aluminium est martelée, soudée aux autres et installée à la main avant d'être recouverte, toujours manuellement, de 23 couches de laque. La voiture était disponible en douze couleurs standards mais pouvait répondre à des demandes spéciales des clients.
On sait qu'à partir de la série 2, la direction a été développée par Adwest alors que les roues et les suspensions avant proviennent de chez Jaguar bien que ces dernières aient été remaniées, notamment en ce qui concerne leur géométrie. Elles correspondent globalement à celles qui équipent la V8 à l'époque mais un contrôle de niveau automatique est intégré à l'arrière afin de répondre à tous les types de chargements envisageables,. Finalement, la série 1 est équipée de suspensions indépendantes à l'avant et d'un essieu De Dion à l'arrière. À partir de la série 2, les suspensions sont, plus précisément, à triangles superposés et équipées de combinés ressort-amortisseur. L'arrière est toujours composé d'un essieu De Dion, de suspensions à deux doubles bras longitudinaux et de combinés ressort-amortisseur. Par ailleurs, le freinage est assuré pour toutes les séries par quatre freins à disques (avec servo-assistance),. Sur les séries 1, 2 et 3 les pneumatiques sont des 15 pouces et la série 4 est équipée de pneus en 16 pouces. L'ensemble permet un comportement sain sur route et un certain confort, les irrégularités de la chaussée étant lissées par le gabarit de la voiture. Celle-ci dispose d'une direction très directe et présente une grande agilité pour un véhicule de ce gabarit. Le sous-virage est faible et les pneus offrent une excellente adhérence tandis que le freinage efficace et la bonne visibilité depuis le poste de conduite mettent en confiance,.

## Électronique

### Historique de développement

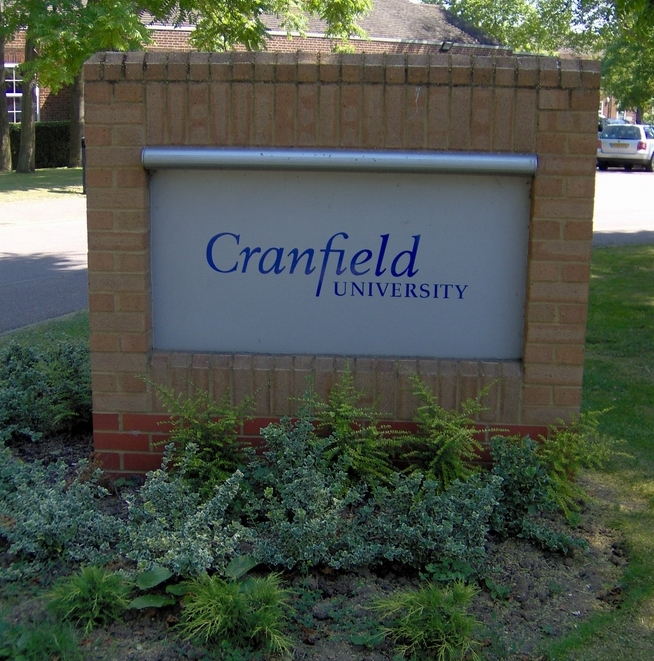
Le développement de l'électronique de la Lagonda est confié dans un premier temps à des étudiants de l'Université de Cranfield.

C'est à partir de la Série 2 que l'électronique occupe une place prépondérante dans la Lagonda. Ainsi, alors que la Série 1 est encore équipée d'un tableau de bord classique avec compteurs et aiguilles, la Série 2 devient la première voiture au monde équipée d'un tableau de bord entièrement numérique et de boutons exclusivement sensitifs contrôlant presque toutes les fonctions de la voiture comme la climatisation, le régulateur de vitesse ou encore les vitres électriques. C'est Peter Sprague, l'un des nouveaux propriétaires d'Aston Martin depuis 1975 qui fait le choix de l'électronique pour ce nouveau modèle, comme il l'explique dans une interview accordée au magazine des membres de l'Aston Martin Owners Club of North America : « Alors que la Lagonda commençait à prendre forme, j'ai ajouté ma propre contribution spéciale - en lien avec ma formation dans le monde de la microélectronique. La voiture semblait incroyablement moderne, pourquoi ne pas ajouter un système de contrôle et d'information tout électronique, informatique et réellement rejoindre le XXe siècle ? »,.
Le choix des boutons sensitifs revient à l'ingénieur en chef Mike Loasby qui « tombe amoureux » de ce dispositif installé dans un ascenseur. C'est l'entreprise anglaise Fotherby Willis qui se chargera du développement de ces boutons jusqu'à ce qu'elle doive faire face à des difficultés financières,. Ces boutons sensitifs seront utilisés jusqu'en septembre 1983 et seront remplacés par des boutons à pressions plus classiques.
Le développement du système électronique est alors confié, afin d'en réduire le coût de développement, à des étudiants en fin de cycle de l'Université de Cranfield. C'est une grave erreur de la part d'Aston Martin comme le confiera Loasby : « Cranfield a réalisé un effroyable fouillis avec les composants électroniques car, bien qu'ils soient à la pointe de la technologie, ils n'avaient aucune idée des réalités de ce que vous pouviez et ne pouviez pas faire dans une voiture »,.
Peter Sprague confie finalement le développement de l'électronique à la compagnie Javelina Corporation basée au Texas et spécialisée dans le développement d'instruments d'aviation. L'unique Lagonda qui fonctionne est alors envoyée au Texas et l'entreprise reprend à zéro le travail réalisé par les étudiants. Une simplification du système sera quand même opérée. Ainsi, les projets de contrôler de nombreuses fonctions par capteurs et d'avoir recours à des afficheurs à plasma pour le tableau de bord sont abandonnés, tout comme la direction assistée, trop complexe, remplacée par celle de la Rover SD1. Brian Refoy, le président de Javelina déclarera au magazine américain Hemmings Motor News à propos du système électronique développé par Cranfield : « La totalité du système était un cauchemar [...]. L'ensemble électronique réalisé par Cranfield pesait environ 180 livres [80 kg]. Il était composé de 300 paires de câbles allant du combiné d'instrumentation au compartiment de l'assise arrière, où il y avait des boîtiers de stockage pour l'ordinateur »,. En effet, l'équipement électronique est si imposant que le coffre n'est pas jugé assez grand pour tout contenir.

### Description
Le microprocesseur utilisé dans la Lagonda est un IMP-16 produit par la National Semiconductor, dont le propriétaire n'est autre que Peter Sprague. Le tableau de bord utilise, jusqu'en octobre 1984, des LED pour l'affichage. Toutefois, cette technologie étant très coûteuse à l'époque, l'entreprise décide, à partir de cette année-là d'utiliser 3 tubes cathodiques de 5 pouces : les écrans sont fournis par Clinton Electronics qui les avait initialement développés pour les avions de chasse McDonnell Douglas F-15 Eagle. Cette technologie sera réemployée pour la Série 3 jusqu'en septembre 1986 puis les indicateurs seront constitués d'afficheurs fluorescents.

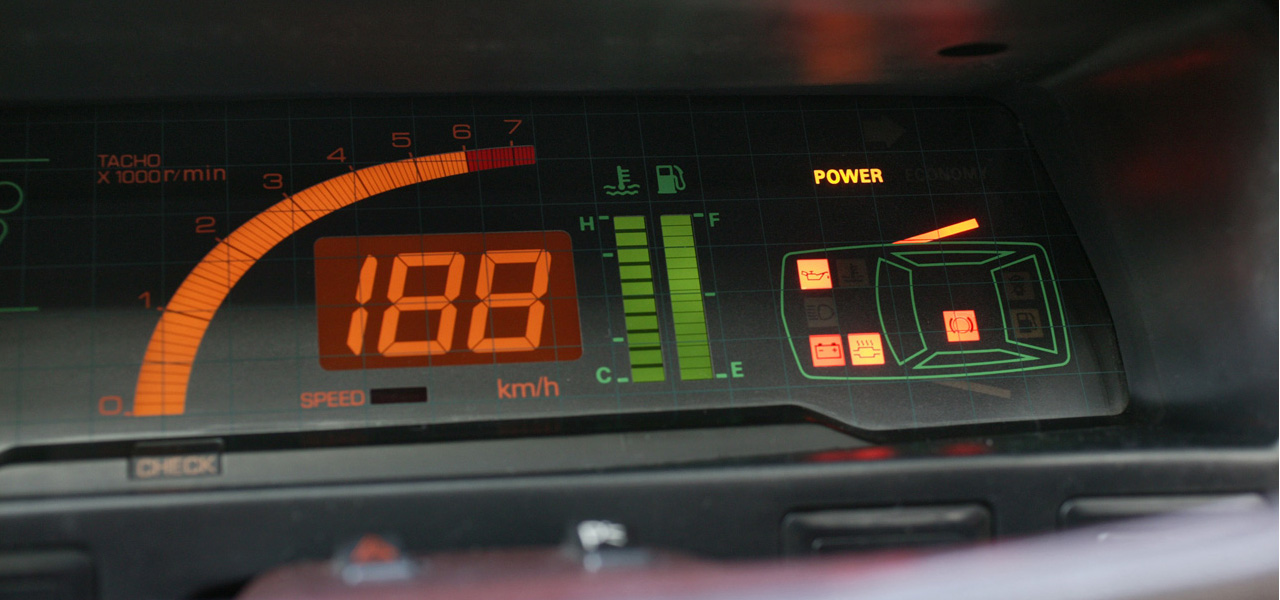
À partir de septembre 1986, le tableau de bord utilise des afficheurs fluorescents. Exemple illustratif ici avec le tableau de bord d'une Mitsubishi Cordia.

Un manuel d'atelier datant de 1988 permet de se rendre compte de la richesse des fonctions gérées par l'électronique à bord. Ainsi, le tableau de bord fournit, entre autres, les indicateurs suivants : odomètre avec affichage, au choix, en milles par heure ou en kilomètres par heure, compte-tours, indicateur de pression et de température d'huile, indicateur de température d'eau, voltmètre pour la batterie, indicateur de température ambiante intérieure ou extérieure... De même, les boutons sensitifs (qui disparaîtront en septembre 1983) permettent de contrôler pratiquement toutes les fonctions de l'automobile comme l'éclairage, le régulateur de vitesse, le déverrouillage du capot, la sonorité du klaxon ou encore le réglage électrique des sièges. Sur les premiers modèles, afin de ne pas perturber le conducteur lors de conduite de nuit par exemple, une touche notée « eso » pour Essential Services Only permet d'éteindre tous les afficheurs à l'exception de l'odomètre, de la jauge à essence et de l'horloge. La Lagonda est aussi la première voiture au monde à se doter d'un système lui permettant d'enregistrer jusqu'à 3 réglages différents des sièges et de les rappeler par pression sur un bouton placé au niveau de la portière.
Des équipements supplémentaires viendront s'ajouter au fil des années comme l'affichage tête haute à partir de la Série 3 ou le synthétiseur vocal à partir de 1984. Ce dernier est capable de fournir diverses informations au conducteurs comme les éventuels dysfonctionnements et ce, en quatre langues : anglais (à la fois britannique et américain), français, allemand et arabe,.

## Design

### Design extérieur

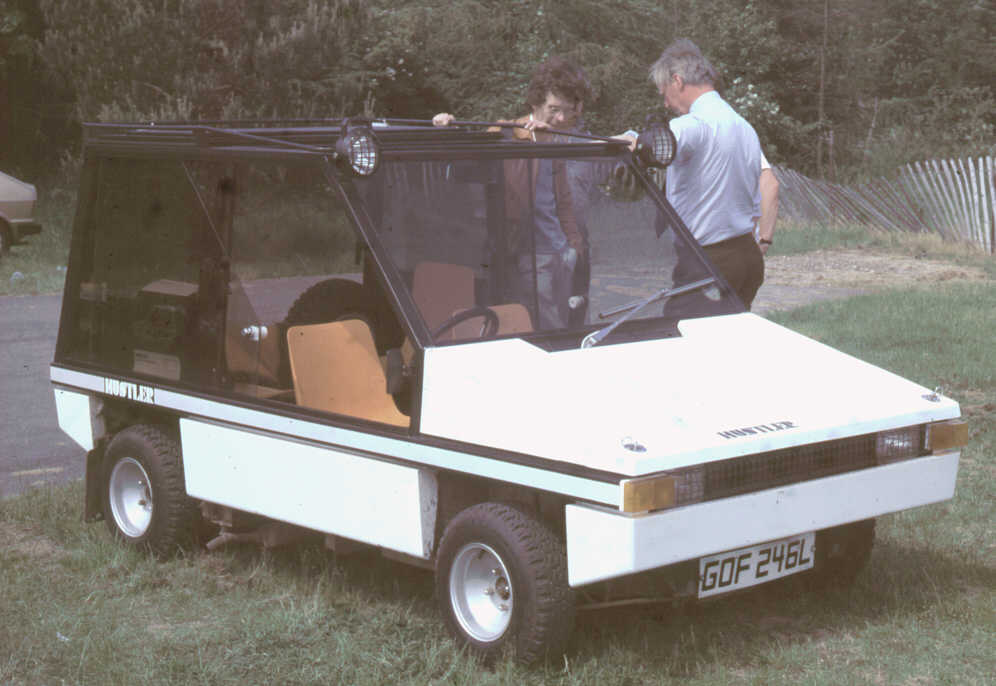
William Towns (derrière la voiture, face à l'appareil) en 1979. Le style papier plié caractérisé par des arêtes nettes et des surfaces planes se retrouve sur d'autres de ses créations comme sur cette Hustler...

Le design de la Lagonda est signé William Towns, un ancien designer de chez Rootes. Initialement affecté au design intérieur des véhicules, il se voit également confier, fin 1966, le design extérieur de la remplaçante de l'Aston Martin DB6. Towns conçoit alors un modèle quatre portes avant d'en dériver un modèle deux portes. Il considérait en effet qu'il était plus facile de réduire une berline quatre portes pour en faire un coupé que d'allonger un véhicule avec deux portes supplémentaires,. C'est finalement le modèle deux portes qui sera dévoilé en premier sous le nom d'Aston Martin V8 et qui sera produit dès 1967 tandis que sa version quatre portes, la Lagonda V8, prendra plus tard le nom de Lagonda Série 1. L'aspect général de la Série 1 est donc très proche de la V8 : l'empattement est allongé de 305 mm par rapport à la version deux portes tandis que la ligne de toit arrière et la hauteur sont différentes.
Alors que la Série 1 s'inspire, pour son design, de la Chevrolet Camaro, William Towns conçoit en seulement un mois le design de la Série 2 dans un style dit de « papier plié » (Folded Paper Style) que l'on retrouvera sur d'autres de ses créations comme l'Aston Martin Bulldog en 1980. En janvier 1976, un modèle en argile à l'échelle 1:4 est achevé et deux mois plus tard c'est un modèle en bois, en taille réelle qui est terminé. L'ingénieur en chef Mike Loasby parlera ainsi du design de la Lagonda et du travail du designer, William Towns : « Nous avons modifié la forme plane à l'avant en la réduisant un peu et nous avons modifié la grille [de calandre] parce que nous pensions qu'elle n'était pas assez large mais c'est à peu près tout. C'est vraiment resté comme il le voulait, ce qui est inhabituel. »,. La question d'équiper la face avant d'une statuette mascotte à l'image de la Flying Lady chez Rolls-Royce a longuement été discutée si bien qu'une telle mascotte, nommée the Gunsight, est développée mais est finalement abandonnée, conformément à l'avis de Towns.
Le véhicule produit est globalement très bas : avec seulement 1 302 mm de haut, c'est la voiture à 4 portes la plus basse de son temps. En revanche, elle est large (1 816 mm), plus longue qu'une Rolls-Royce Silver Spirit (5 283 mm) et lourde (plus de 2 tonnes), à tel point que le magazine américain Classic Motoring affirme avec humour que ses dimensions sont proches de celles « d'un petit camion ». Sa carrosserie est marquée par des surfaces planes et des angles. À proximité de la petite calandre se trouvent les clignotants, les feux de position et les feux de brouillard tandis que les feux de croisement et de routes sont escamotables. Les feux arrière sont constitués de quatre bandes étroites intégrées dans le hayon. Toutefois, les autorités britanniques jugeant que ces feux ne sont pas suffisamment visibles lorsque le hayon est ouvert, Aston Martin doit intégrer des feux supplémentaires à l'intérieur du coffre.

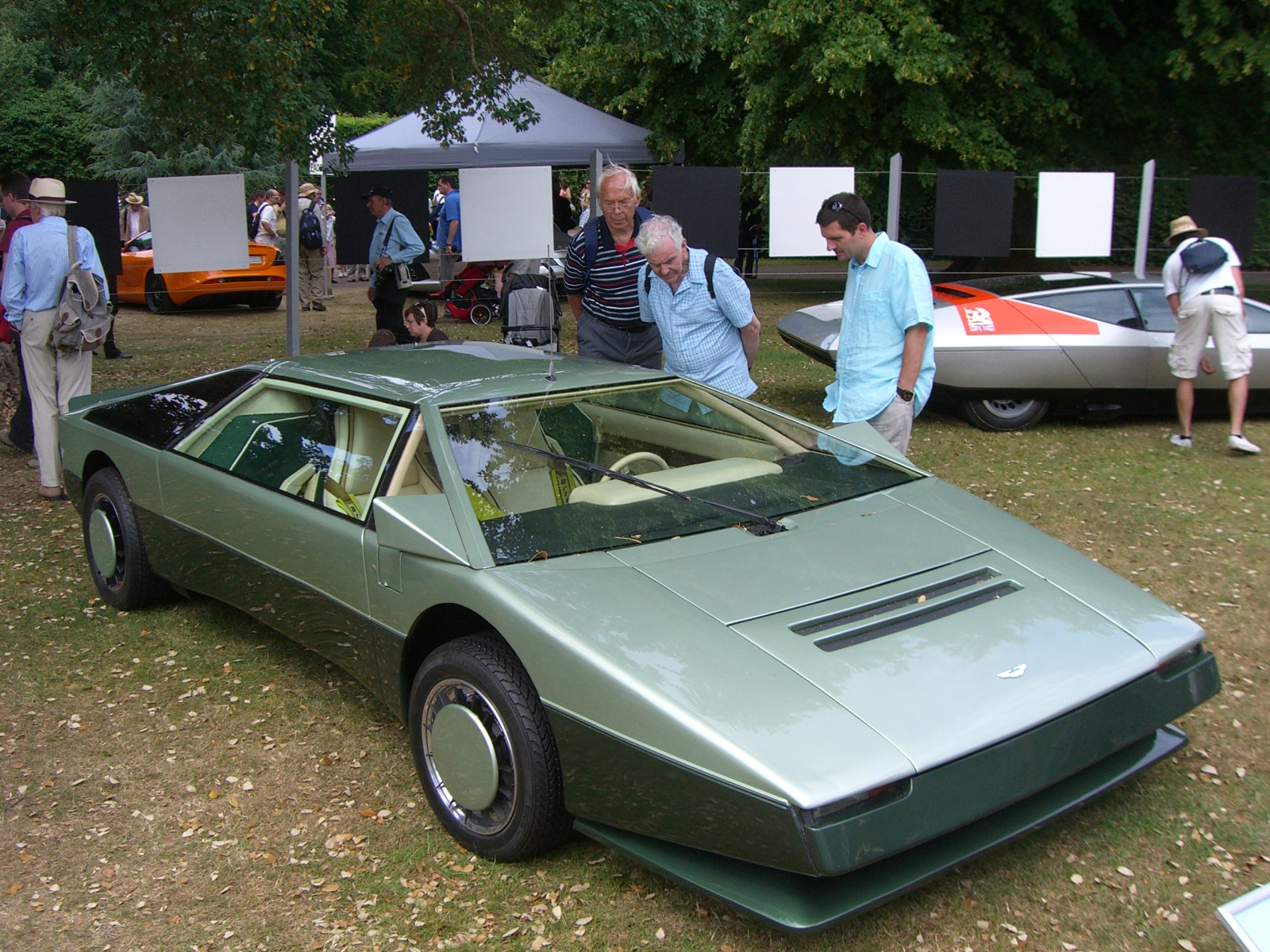
...ou sur l'Aston Martin Bulldog.

Outre l'utilisation de poignées de portes empruntées à la Ford Cortina, d'autres subtilités sont liées au design particulier de la Lagonda. Ainsi, sur les premiers exemplaires produits, aucune des fenêtres ne peut être ouverte, ni à l'avant, ni à l'arrière. Au début de la production en série, la coupe de la porte est donc revue pour qu'au moins les fenêtres avant puissent s'ouvrir, alors que les fenêtres arrière resteront fixes jusqu'en 1983,. Par ailleurs, le toit ouvrant situé au-dessus des passagers arrière ne pouvait s'ouvrir intégralement à cause d'un arceau de sécurité présent dans le toit.
Towns remettra le design de la Lagonda à jour pour le passage à la Série 4 en 1987 avec notamment un arrondissement des lignes et la disparition des feux escamotables à l'avant. Il opère également diverses petites retouches : les clignotants passent dans les pare-chocs et les feux de brouillard dans les spoilers, la porte du coffre est raccourcie, la plaque d'immatriculation est déplacée au niveau des pare-chocs et les chromes de poignées de porte et de la calandre sont supprimés. Pour David Dowsey, auteur de Aston Martin: Power, Beauty and Soul, le designer fait perdre à la Lagonda son esprit d'origine en voulant la rajeunir.

### Design et aménagement intérieurs
Sur la plupart des séries 1, l'aménagement intérieur d'origine n'existe plus puisqu'il a été remis à jour et rééquipé. À titre d'exemple, sur les modèles portant les numéros de châssis 12003, 12006 et 12007, l'intérieur a été retapissé pour le rendre plus luxueux, des boutons ont été changés voire déplacés pour des raisons pratiques et des équipements électroniques absents à l'époque (comme un système de navigation ou un système audio moderne) ont été installés. Des modifications encore plus importantes comme l'abaissement des sièges arrière pour augmenter l'espace alloué aux passagers (modèle 12006) ou l'installation de téléviseurs (modèle 12007) ont parfois été réalisées,,.

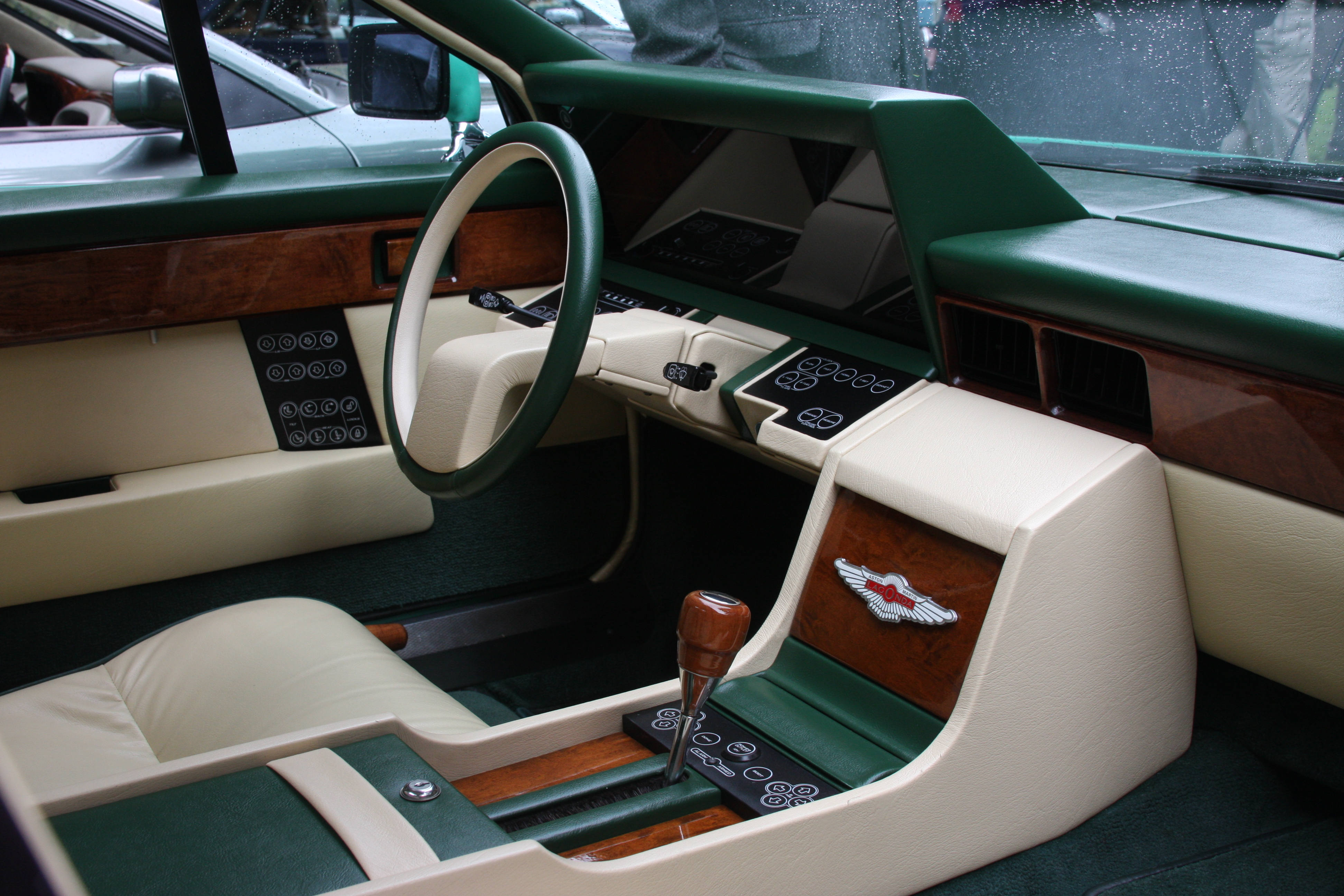
L'intérieur d'une Lagonda Série 2.

À partir de la série 2, l'intérieur « extrêmement opulent » — quoique trop bruyant, — comprend des sièges en cuir, des inserts en ronce de noyer au niveau des portières et du tableau de bord et de la tapisserie produite par Wilton bien que des plastiques de mauvaise qualité, présents à l'époque même sur les voitures de luxe, ont tendance à mal vieillir. Onze peaux sont nécessaires à la confection du cuir présent à l'intérieur, chacune étant sélectionnée et coupée individuellement à la main. Le volant, monobranche et gainé de cuir sur la série 2 jusqu'en octobre 1983, sera remplacé par un volant à deux branches plus classique, le même que celui de l'Aston Martin V8. Les sièges avant, réglables électriquement, sont très confortables et fournissent une position de conduite adéquate. La banquette arrière est fixe et n'offre que deux places même si une troisième personne peut occasionnellement s'y installer en relevant l'accoudoir central. En revanche, beaucoup s'accordent à dire que l'espace à l'arrière est insuffisant pour une limousine de ce gabarit : l'espace au niveau des jambes est réduit, il est impossible de glisser ses pieds sous les sièges avant à cause du mécanisme de réglage électrique et les appuis-têtes avant, qui peuvent toutefois être ôtés, empêchent de voir la route. Peter Sprague explique pourtant qu'un dispositif avait été développé pour évaluer l'espace à bord et que les essais avaient été concluants avant d'expliquer que ce dispositif n'avait pas grand chose à voir avec les dimensions du prototype final : « Mike Loasby a expliqué que c'est simplement devenu plus étroit à cause des sièges plus épais, d'une plus grande isolation, etc. Donc, et c'est typique sur les voitures de sport anglaises, les sièges arrière étaient étroits. Malheureusement, c'était une voiture quatre portes, avec un toit ouvrant à l'arrière et la possibilité d'avoir un chauffeur à l'avant. Je mesure 1,88 m et j'avais des difficultés à tenir à l'arrière. »,.
Entre les sièges avant, au-dessus du tunnel de transmission, se trouve un bloc central qui contient des cendriers et des allume-cigares pour les passagers avant et arrière et des espaces de rangement remplaçant la traditionnelle boîte à gants disposée habituellement au niveau des genoux du passager avant. Ici, la Lagonda n'en possède pas, l'espace étant occupé par le système de climatisation. L'aménagement de ce bloc central évoluera peu au fil des années.
Bien sûr, les aspects les plus remarquables de l'aménagement intérieur de la Lagonda concernent son tableau de bord futuriste comme l'explique un journaliste du magazine Motorsport en 1982 : « S'installer dans le siège conducteur pour la première fois est quelque part une expérience intimidante, tant les contrôles ne ressemblent à ceux d'aucune autre voiture. [Près du volant] se trouvent deux panneaux regroupant pas moins de 17 interrupteurs tactiles, trois rhéostats et un levier coulissant. Au-dessus de ces panneaux, se trouve un grand tableau de bord vide, noir derrière une vitre en plexiglas [...]. Dans la portière est situé un autre panneau contenant quatorze boutons supplémentaires. »,. Cette ergonomie sera d'ailleurs jugée mauvaise la même année par le magazine Modern Motor qui critique par exemple l'absence de rétroéclairage des boutons tactiles qui sont impossibles à lire la nuit et difficile à utiliser car très petits et rapprochés et l'affichage à LED illisible en plein soleil. Quoi qu'il en soit, un temps d'adaptation semble nécessaire pour s'habituer à cet affichage et ces commandes originales.

## Versions spéciales

### Lagonda Shooting Brake

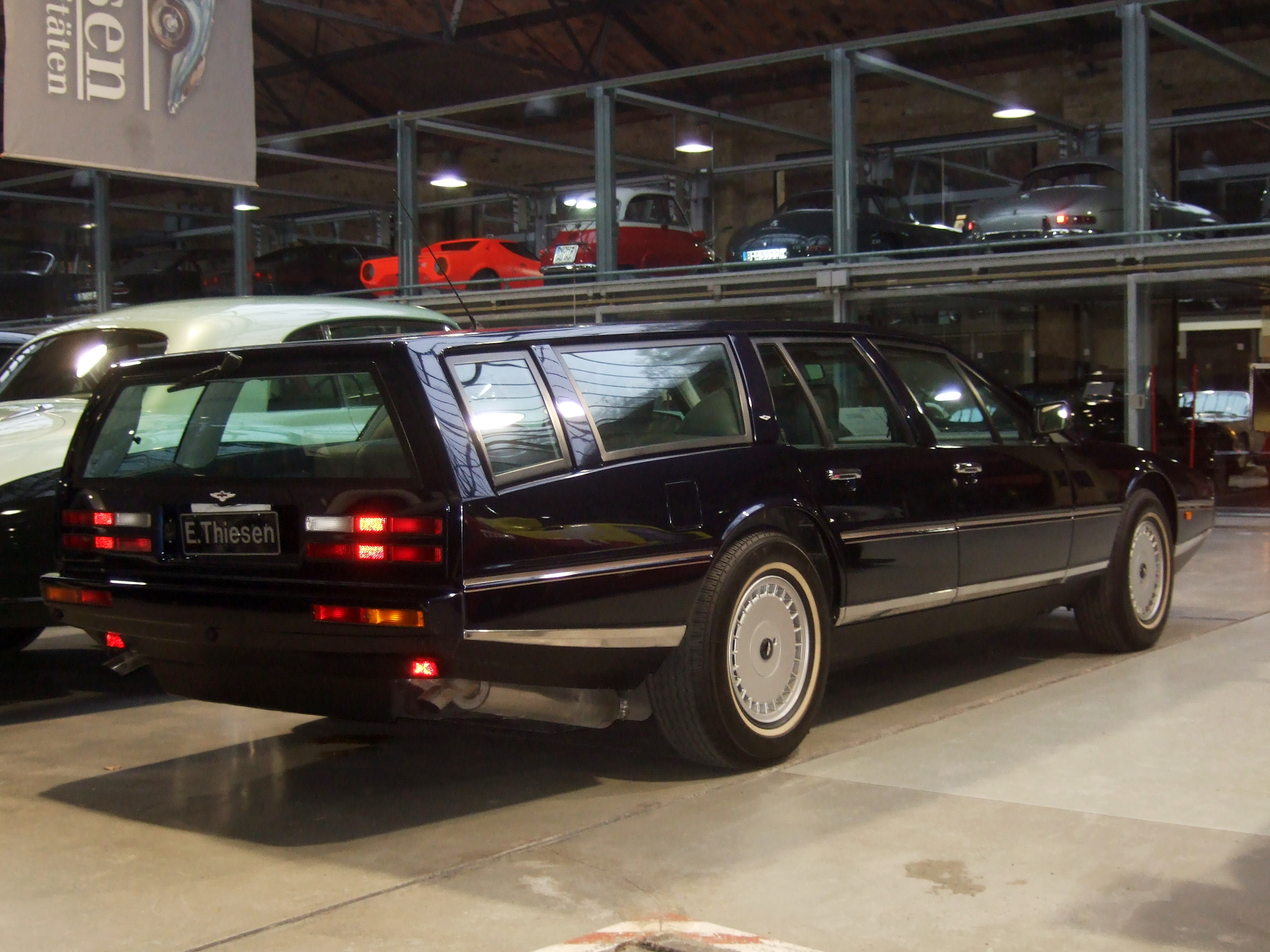
La Lagonda Shooting Brake.

Le travail de transformation d'une Lagonda Série 3 de 1987 en un break de chasse par l'entreprise suisse Roos Engineering débute en 1996 à la suite de la demande d'un client hongkongais qui avait essuyé un premier refus auprès de l'Aston Martin Work Service. Ces modifications qui concernent essentiellement le hayon et le coffre, nécessiteront quatre ans de travail, toujours réalisé en étroite collaboration avec le client. Le hayon présente la particularité de prolonger le toit et a donc nécessité l'installation d'une vitre produite spécialement pour ce modèle et ayant coûté à elle seule 40 000 francs suisses,. La masse et les dimensions originales sont globalement conservées, y compris la longueur. D'autres détails stylistiques ont été intégrés afin de la différencier des autres Lagonda comme une grille de calandre et des spoilers avant spécifiques ou encore une plaque « Roos Engineering ». En revanche, la majorité de la partie mécanique a été conservée, à l'exception de la boîte de vitesses qui a été remplacée par une plus moderne, tout comme le système d'injection qui a été mis à jour.
Notons aussi qu'un néerlandais du nom d'Harry Kielstra a transformé dans son propre garage une Lagonda classique en un break. Le modèle, nommé aussi Kielstra-Lagonda, dispose en revanche d'un hayon plus classique que celui développé par Roos.

### Tickford
En 1983, l'entreprise Tickford détenue par Aston Martin, propose des versions améliorées et plus luxueuses de la Lagonda vendues 85 000 £. Celles-ci sont notamment caractérisées par un kit carrosserie comprenant notamment des protections avant et des protections latérales peintes aux couleurs de la carrosserie tandis qu'à l'intérieur, le client bénéficiait d'un coffret pour cocktails, d'un équipement hi-fi amélioré, d'un lecteur vidéos et de deux téléviseurs couleurs pour les passagers. Cinq seront vendues,. Une version à empattement allongé de 254 mm profitant exclusivement à l'habitacle est également proposée par Tickford. Cette limousine sera notamment équipée d'un minibar, d'un lecteur de disques et de téléphones. Vendus au prix de 110 000 £, trois exemplaires trouveront acquéreur.

### Modèle deux portes
Durant la fin des années 1980, un modèle deux portes de la Lagonda est développé par Aston Martin comme mulet de la future Virage. Le modèle parcourt 36 000 miles (soit environ 58 000 km) afin d'effectuer les réglages du châssis, des suspensions et du moteur. Ce modèle deux portes donnera à William Towns l'espoir qu'une version deux portes de sa Lagonda soit produite en série, d'autant plus qu'il avait déjà dessiné un tel modèle dans les années 1970. Mais ce ne fut jamais le cas.

## Autour de la Lagonda

### Aspects économiques
Les aspects économiques autour de la Lagonda font partie intégrante de son histoire quand on sait qu'à son lancement, Aston Martin connaissait de grandes difficultés financières. En 1972, David Brown, après avoir passé 25 ans à la tête d'Aston Martin, vend la compagnie alors en difficultés financières à un consortium basé à Birmingham et nommé Company Developments. Mais le consortium ne parvient pas à relancer la marque et à la fin de l'année 1974 — année de lancement de la Série 1 — l'usine de Newport Pagnell ferme. Après cette faillite, l'entreprise est rachetée en 1975 par Peter Sprague et George Minden, deux hommes d'affaires américains mais la production est tout de même affectée par ces difficultés : en 1975 seulement 21 Aston Martin seront produites dont 2 Lagonda et la pleine production ne reprendra qu'en mars 1976 et la Lagonda Série 1 est retirée de la production trois mois plus tard, après seulement sept exemplaires vendus. Mais, cette fois, la nouvelle stratégie mise en place par les acquéreurs porte ses fruits et, en 1977, l'entreprise dégage un bénéfice de 750 000 £. Toutefois, à cette époque, elle est toujours "empêtrée" dans le développement de la Série 2 qui s'avérera beaucoup plus long et coûteux que prévu : si l'entreprise prévoyait initialement un an de développement pour un coût de 850 000 $, la Lagonda, essentiellement à cause de son électronique complexe, nécessitera trois ans de développement et coûtera finalement 3,5 millions de dollars. Quand Victor Gauntlett arrive au capital d'Aston Martin en avril 1980, l'entreprise, à court d'argent, jouit d'une excellente réputation dans la production d'automobiles de luxe mais « fait face à un futur incertain ». L'année d'après, en janvier 1981, il en devient copropriétaire et parvient à une production de quatre véhicules hebdomadaires (une Aston Martin V8 et trois Lagonda) malgré la perte de cent employés un an auparavant,. Alors qu'au début de l'année 1981, un tiers de la production était destinée aux États-Unis, un tiers à la Grande-Bretagne et le dernier tiers au Japon, au Moyen-Orient et au reste de l'Europe, Gauntlett travaille avec les responsables des ventes pour faciliter la commercialisation de la Lagonda au Moyen-Orient notamment dans le sultanat d'Oman, au Koweït et au Qatar. Il parviendra à maintenir l'entreprise à flot jusqu'en 1987, année durant laquelle il revend Aston Martin à Ford. Malgré les difficultés financières qu'a rencontrées Aston Martin au moins les premières années suivant le lancement de la Lagonda, beaucoup s'accordent à dire que le modèle s'est très bien vendu, essentiellement au Moyen-Orient et qu'il a sauvé Aston Martin en lui offrant une bonne publicité,,.
Parallèlement, le prix de la Lagonda ne fait qu'augmenter : le prix d'octobre 1977 fixé à 25 570 £ passe à 32 630 £ au printemps 1978 et lors de la livraison des premiers modèles en 1979, le tarif atteint 49 333 £. En mars 1981, Aston Martin en réclame 53 500 £, ce qui la place alors à un tarif comparable à celui de la Rolls-Royce la moins chère, 56 600 £ en février 1982 et 59 900 £ un an et demi plus tard. En 1985, le prix atteindra 75 000 £. Avec l'arrivée de la série 3, il passe à 79 500 £. La série 4 sera proposée au tarif de 95 000 £ et atteindra finalement, un an plus tard 99 500 £. Entre 1977 et 1990, le prix de la Lagonda aura donc été multiplié par quatre. Les sept exemplaires de la série 1 auront, quant à eux, été commercialisés au prix de 14 040 £ soit 2 691 £ de plus qu'une Aston Martin V8, la plaçant à un tarif comparable à celui de la Rolls-Royce Corniche.
Aujourd'hui, du fait de sa rareté et des coûts d'entretien, la Lagonda reste peu accessible financièrement. Un article du magazine spécialisé Autoretro datant de 2012 estime le prix d'une Lagonda (série 2, 3 ou 4) compris entre 6 000 € et 11 000 € pour un modèle à restaurer et entre 28 000 € et 39 000 € pour un modèle en bon état de marche. Toutefois, ces prix dépendent entre autres de l'historique ou de la rareté de la voiture et peuvent s'avérer bien plus élevés lors de ventes aux enchères. En 2014, une Lagonda Tickford de 1984 n'ayant eu qu'un seul propriétaire s'est par exemple vendue aux enchères pour près de 108 000 €.

### La question de la fiabilité

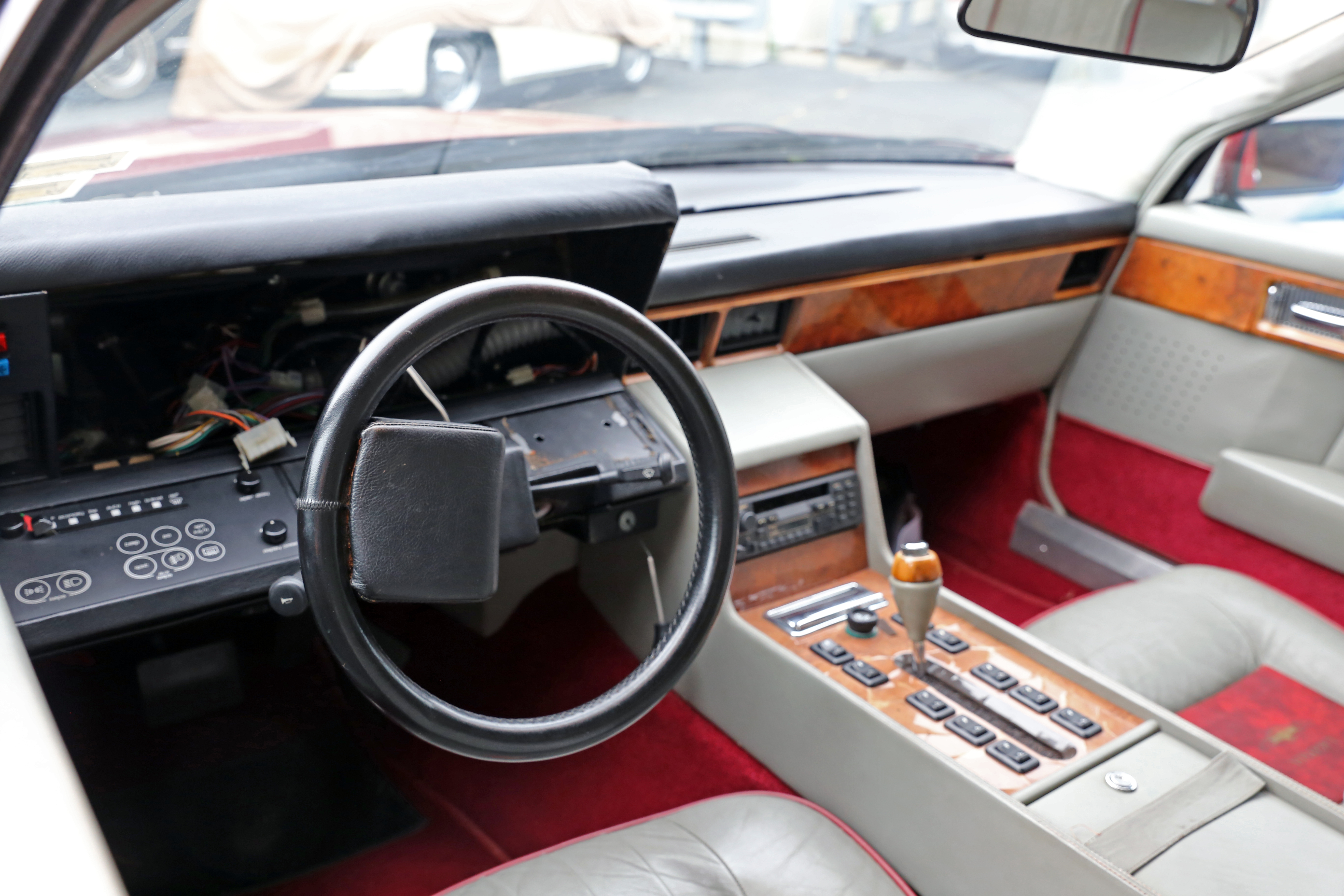
L'intérieur d'une Lagonda de 1984. Le tableau de bord et une partie des boutons tactiles sont absents. L'électronique représente le talon d'Achille de la Lagonda, en ce qui concerne la fiabilité.

La question de la fiabilité se pose surtout à partir de la Série 2. En effet, alors que la partie mécanique est relativement fiable, le système électronique riche, notamment au niveau du tableau de bord, est clairement le « talon d'Achille » de la Lagonda comme le précise, en 2009, Arthur Sinclair alors directeur général de l'Aston Martin Works Service. La mésaventure survenue en avril 1978 lors de la livraison de la première Série 2 illustre la fiabilité très douteuse d'un tableau de bord à LED développé, comme le précise Sprague, « à une époque où Apple présentait son premier ordinateur », et dont les faisceaux peuvent même affecter le fonctionnement du moteur. Le second tableau de bord (celui utilisant des tubes cathodiques) ne s'avère pas plus fiable comme l'explique Dave Dillow, électricien à l'Aston Martin Works Service : « Les trois tubes cathodiques [sont] en fait des versions miniatures des anciens téléviseurs qu'on avait tous l'habitude d'avoir dans notre salon. Imaginez-vous prendre cette télé qui est chez vous et en faire bouger trois sur route et vous pouvez voir plus ou moins quels problèmes peuvent survenir. En fait, c'était un joli tableau de bord et facile à lire — quand il fonctionnait. »,. Ces défaillances ont même poussé certains clients à remplacer les écrans à LED par des compteurs classiques même si cette pratique est déconseillée. Toutefois, par la suite, l'électronique s'est lentement améliorée et le tableau de bord installé sur les Séries 4 pose beaucoup de moins de problèmes. Des faiblesses du système électrique sont aussi répertoriées au niveau des feux escamotables et de l'ouverture du capot, de la trappe à essence et du coffre.
Néanmoins, Aston Martin se rend compte rapidement des défauts liés à l'électronique — un odomètre classique étant même rapidement installé sous le capot des séries 2 afin de s'assurer du kilométrage réel de la voiture et pallier des erreurs liées à l'affichage électronique — et la marque assure depuis 2006 la mise à jour du système électronique des tableaux de bord, tout comme certains garages spécialisés. L'affichage d'origine est alors conservé mais les composants sont remplacés par des éléments plus modernes que ceux d'origine et donc plus fiables. L'Aston Martin Works Service peut ainsi remplacer l'ancien système à tubes cathodiques par des écrans LCD et est capable de maintenir en état les tableaux de bord à LED.

### Réactions de la presse et du public
De l'annonce de son lancement jusqu'à aujourd'hui encore, la Lagonda et notamment l'ambition de son design et de son équipement électronique, ne laissera pas la presse indifférente suscitant aussi bien des réactions enjouées que des critiques acerbes. Dès son annonce, la presse se montre enthousiaste comme le magazine anglais Motor qui prédit en 1976 que « La nouvelle voiture devrait être un succès »,. Cet enthousiasme se confirme entre la fin des années 1970 et le début des années 1980. Ainsi, le magazine Car écrit en 1978 que la Lagonda peut devenir la meilleure limousine du monde, détrônant les Rolls-Royce ou encore la Jaguar XJ. L'engouement de la presse anglaise pour ce modèle qui doit signer le retour d'Aston Martin alors en difficultés financières se confirme avec les premiers essais sur route : en janvier 1982, un journaliste du magazine Motor se montrera pleinement comblé par la voiture, la qualifiant de « simplement superbe ». Mais bientôt, la Lagonda n'a plus les faveurs de la presse peut-être, comme l'analyse le magazine Classic Motors « parce qu'elle promettait au départ de réécrire les règles pour les limousines ». Dès 1980, le magazine Car qui compare la Lagonda à la Rolls-Royce Silver Spirit critiquera sa qualité de fabrication et son instrumentation « atroce ». En 1987, le magazine la considère comme l'une des pires voitures et il lui attribue un prix pour cela, à l'occasion de l'élection de la voiture de l'année. L'électronique tiendra pour une part importante de ces critiques. La revue australienne Modern Motor critiquera ainsi l'ergonomie du tableau de bord ou encore le système de fermeture des portes qui verrouille automatiquement les portières une vingtaine de secondes après que le contact soit coupé, pouvant aboutir à l'impossibilité de remonter dans la voiture si les clés ont été oubliées dans l'habitacle. Aujourd'hui encore, la Lagonda est régulièrement citée dans des classements peu flatteurs. Le magazine Time la classe par exemple parmi les cinquante pires voitures de tous les temps critiquant à la fois la fiabilité de son électronique, son design et sa mécanique jugée catastrophique. Il en est de même pour le magazine Bloomberg Businessweek qui la classe parmi les cinquante voitures les plus laides des cinquante dernières années.
Lors de sa présentation au public en octobre 1976 au London Motor Show, la Lagonda Série 2 est la vedette de l'évènement et, d'après Peter Sprague, est même complimentée par des responsables de marques concurrentes comme Lotus Cars et General Motors. Cette présentation officielle permet aussi de confirmer le retour d'Aston Martin alors en difficultés financières. Par la suite, les difficultés connues lors du développement de la Lagonda ont joué en faveur d'Aston Martin et ont permis à la marque de luxe de rester populaire, contrairement à Rolls-Royce par exemple : « Tout le monde était heureux de voir la [Lagonda] rouler [...]. Nous n'étions pas juste une voiture chère [sic] pour les riches aristocrates et les rock stars. Nous avions un public plus large de personnes qui étaient fières de voir qu'une petite entreprise britannique pouvait produire une belle voiture qui faisait sourire les gens. »,. Si la Lagonda a bénéficié d'une certaine réputation à l'époque, elle est, selon le magazine Car, l'une des Aston Martin à être passée le plus vite de la célébrité à l'anonymat et reste aujourd'hui une automobile peu connue du grand public.

### Héritage

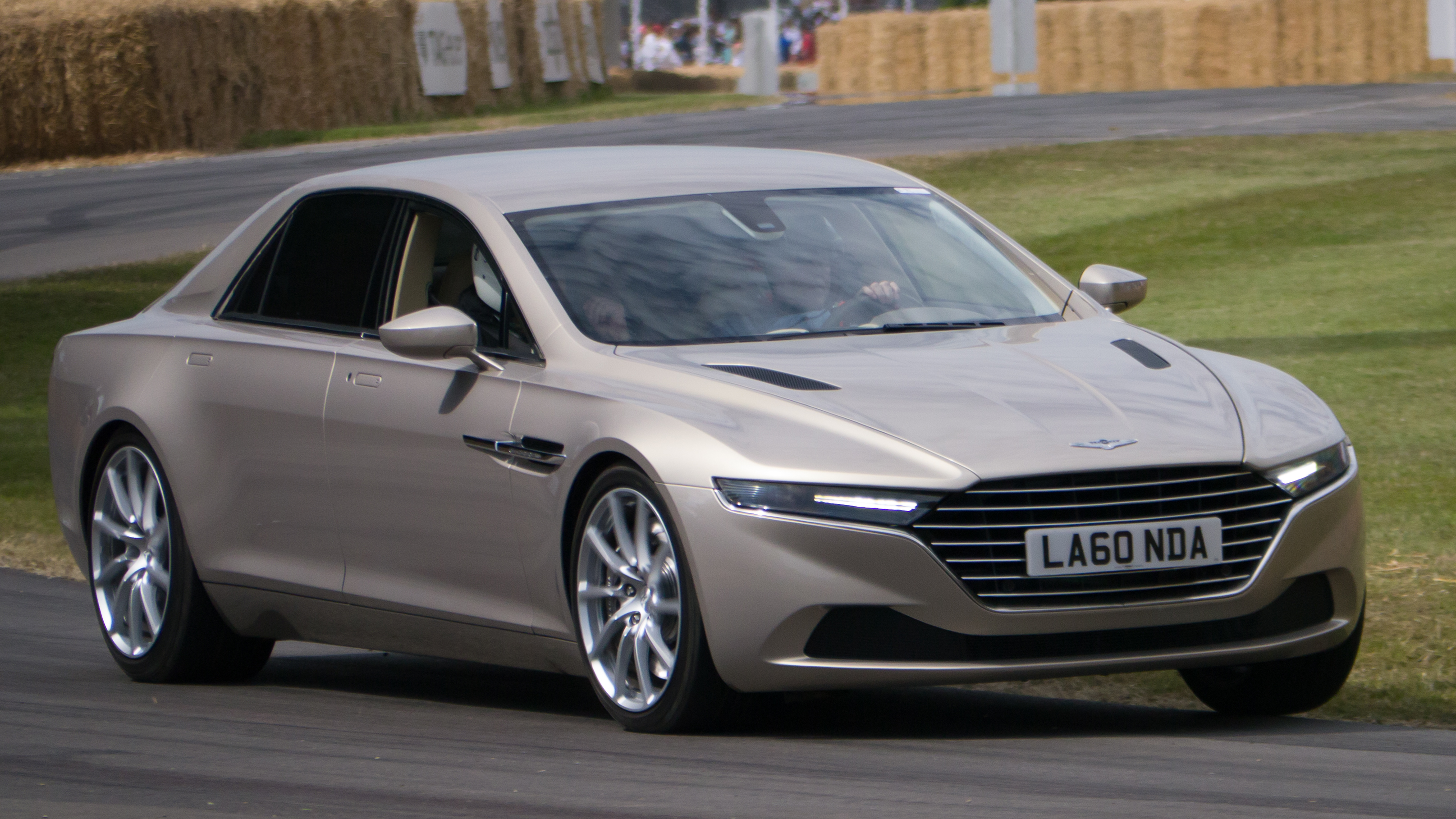
Après la disparition de la berline 4 portes en 1990, le nom Lagonda ne réapparaît qu'en 2014 avec la Lagonda Taraf.

Les avancées technologiques opérées avec la Lagonda sont d'abord réutilisées au sein d'Aston Martin pour le développement de la Virage. En effet, diverses parties de son châssis comme la face avant, les longerons avant, les traverses, l'assise des sièges arrière, les passages des roues arrière ou encore le coffre sont identiques sur la Lagonda et sur la Virage. Toutefois, plusieurs équipements développés par Aston Martin pour la Lagonda ont équipé ou équipent toujours bon nombre de véhicules, quelle que soit leur marque. C'est le cas du réglage électrique des sièges ou encore du tableau de bord à affichage numérique, devenu à la mode au milieu des années 1980 et très repris sur les modèles américains comme les Cadillac et les Buick. D'abord utilisé pour se démarquer des affichages classiques, il s'est fiabilisé et démocratisé dans les années 1990 via des modèles populaires comme la Renault Twingo I.
Après la disparition de la Lagonda en 1990, Aston Martin ne produira plus de berlines quatre portes avant 2010 et l'arrivée de la Rapide même si une Virage à empattement allongée avait été pensée comme remplaçante de la Lagonda dès 1992 mais ne fut jamais produite en série. Quant au nom Lagonda, il disparaît également avec le véhicule éponyme et ne réapparaît qu'en 2014 avec la Lagonda Taraf, destinée essentiellement au Moyen-Orient et vendue sur invitation à 200 exemplaires,.

### Citations originales
1. ↑  (en) « For the show, we had the first car built up to look as though it had the electronics in it, but it didn't »
2. ↑  (en) « We received 76 orders at the 1976 Motor Show, mostly for Lagondas »
3. ↑  (en) « During 1977 we went through a crucial development phase with the car and I must confess that at time I thought we made an appalling mess of the whole thing. We'd underestimated the time it would take to develop the ca, which, after all, contained many innovations for the automotive world. »
4. ↑  (en) « Someone misconnected a black wire to a red one and the computer blew up. »
5. ↑  (en) « The night before the delivery I visited the factory with Lord Tavistock at about 3AM. There were 14 people still working on the car. Six or seven of them had their hands in the engine compartment[...]. For the next month we followed the car with a Mini loaded with parts, tools and two mechanics. »
6. ↑  (en) « The Series 4 was a more highly developed car. Many of the Lagonda's early problems had been resolved by this time, but it was too late. »
7. ↑  (en) « We realised we would never be able to introduce it without altering the production line. We couldn't afford that and we couldn't afford our own new front suspension, so we decided that we would have to do a new car, building the Lagonda alongside the existing production line. »
8. ↑  (en) « As the Lagonda began to take form I added my own special contribution – related to my background in the world of microelectronics. The car looked amazingly modern, why not add an all-electronic, computer-based information and control system and really join the 20th Century? »
9. ↑  (en) « Cranfield made a fearful mess of the electronics because, enven though they were at the forefront of technology, they had no idea of the realities of what you could and couldn't do in a car. »
10. ↑  (en) « The whole system was pretty much a nightmare. The electronics package that Cranfield came up with weighed about 180 pounds. It had a 300-pair cable going from the instrument cluster to the rear seating compartment, where there were computer storage boxes under the rear seats. »
11. ↑  (en) « We altered the plan shape at the front by narrowing it a little, and we altered the grille because we thought it wasn't quite enough, but that's about all. It stayed very much as he wanted it, which is unusual. »
12. ↑  (en) « Mike Loasby claims that it simply became compressed by thicker seats, more insulation, etc. So, typical of English sports cars the back seats were cramped. Unfortunately it was a four-door car with a moon roof in back and the possibility of a chauffeur in front. I am over 6’2″ and couldn’t quite fit in back. »
13. ↑  (en) « Settling in to the driver's seat for die first time is something of a daunting experience, for the controls are like no other car. [...]are two panels containing no less than seventeen touch switches, three rotating rheostat switches and a slide lever. Above these panels is a large blank, black fascia behind a perspex screen[...]. In the door is another panel containing fourteen more switches. »
14. ↑  (en) « The trio of cathode ray tubes – basically miniature versions of the old-fashioned TV sets that used to be in everyone's sitting rooms[...]. Think about taking that TV from your home and bouncing three of them down the road, and you can sort of see how problems might occur, actually it was a beautiful dash and easy to read – when it was working. »
15. ↑  (en) « The new car should be a winner. »
16. ↑  (en) « Everybody was pleased to see the car running[...]. We were not just an expensive car for wealthy aristocrats and rock stars. We had a broader audience of people who were glad to see that a small British company could produce a beautiful car that made people smile. »